# Gobernador Crespo
Gobernador Crespo is een plaats in het Argentijnse bestuurlijke gebied San Justo in de provincie Santa Fe. De plaats telt 4.941 inwoners.